# Olympische Sommerspiele 2020/Rudern – Doppelzweier (Frauen)
Der Doppelzweier der Frauen bei den Olympischen Spielen 2020 in Tokio wurde vom 23. bis 28. Juli 2021 auf dem Sea Forest Waterway ausgetragen.

## Titelträger
| Olympiasiegerinnen | Magdalena Fularczyk-Kozłowska / Natalia Madaj | Rio de Janeiro 2016 |
| Weltmeisterinnen   | Brooke Donoghue / Olivia Loe                  | Ottensheim 2019     |

## Vorläufe
Freitag, 23. Juli 2021

### Vorlauf 1
| Platz | Bahn | Nation             | Athletinnen                                 | Zeit (min) | Qualifikation  |
| ----- | ---- | ------------------ | ------------------------------------------- | ---------- | -------------- |
| 1     | 3    | Neuseeland         | Brooke Donoghue, Hannah Osborne             | 6:53,62    | Halbfinale     |
| 2     | 4    | Frankreich         | Hélène Lefebvre, Élodie Ravera-Scaramozzino | 6:55,65    | Halbfinale     |
| 3     | 1    | Vereinigte Staaten | Kristina Wagner, Genevra Stone              | 6:57,83    | Halbfinale     |
| 4     | 2    | China              | Shen Shuangmei, Liu Xiaoxin                 | 7:03,78    | Hoffnungsläufe |
| 5     | 5    | Tschechien         | Kristýna Fleissnerová, Lenka Antošová       | 7:05,56    | Hoffnungsläufe |

### Vorlauf 2
| Platz | Bahn | Nation   | Athletinnen                                    | Zeit (min) | Qualifikation  |
| ----- | ---- | -------- | ---------------------------------------------- | ---------- | -------------- |
| 1     | 3    | Rumänien | Nicoleta-Ancuța Bodnar, Simona Geanina Radiș   | 6:49,79    | Halbfinale     |
| 2     | 4    | Kanada   | Gabrielle Smith, Jessica Sevick                | 6:57,69    | Halbfinale     |
| 3     | 1    | Italien  | Alessandra Patelli, Chiara Ondoli              | 6:59,58    | Halbfinale     |
| 4     | 2    | ROC      | Jekaterina Pitirimowa, Jekaterina Kurotschkina | 7:03,96    | Hoffnungsläufe |

### Vorlauf 3
| Platz | Bahn | Nation      | Athletinnen                         | Zeit (min) | Qualifikation  |
| ----- | ---- | ----------- | ----------------------------------- | ---------- | -------------- |
| 1     | 3    | Litauen     | Donata Karalienė, Milda Valčiukaitė | 6:49,90    | Halbfinale     |
| 2     | 4    | Niederlande | Roos de Jong, Lisa Scheenaard       | 6:50,38    | Halbfinale     |
| 3     | 1    | Australien  | Amanda Bateman, Tara Rigney         | 6:53,30    | Halbfinale     |
| 4     | 2    | Deutschland | Annekatrin Thiele, Leonie Menzel    | 6:59,61    | Hoffnungsläufe |

## Hoffnungslauf
Samstag, 24. Juli 2021
| Platz | Bahn | Nation      | Athletinnen                                    | Zeit (min) | Qualifikation  |
| ----- | ---- | ----------- | ---------------------------------------------- | ---------- | -------------- |
| 1     | 3    | ROC         | Jekaterina Pitirimowa, Jekaterina Kurotschkina | 7:13,77    | Halbfinale A/B |
| 2     | 3    | Deutschland | Annekatrin Thiele, Leonie Menzel               | 7:14,92    | Halbfinale A/B |
| 3     | 1    | Tschechien  | Kristýna Fleissnerová, Lenka Antošová          | 7:16,96    | Halbfinale A/B |
| 4     | 4    | China       | Shen Shuangmei, Liu Xiaoxin                    | 7:21,93    | –              |

## Halbfinale
Sonntag, 25. Juli 2021

### Lauf 1
| Platz | Bahn | Nation     | Athletinnen                                    | Zeit (min) | Qualifikation |
| ----- | ---- | ---------- | ---------------------------------------------- | ---------- | ------------- |
| 1     | 3    | Rumänien   | Nicoleta-Ancuța Bodnar, Simona Geanina Radiș   | 7:04,31    | Finale A      |
| 2     | 4    | Neuseeland | Brooke Donoghue, Hannah Osborne                | 7:09,05    | Finale A      |
| 3     | 2    | Litauen    | Donata Karalienė, Milda Valčiukaitė            | 7:11,29    | Finale A      |
| 4     | 5    | Italien    | Alessandra Patelli, Chiara Ondoli              | 7:19,25    | Finale B      |
| 5     | 6    | Tschechien | Kristýna Fleissnerová, Lenka Antošová          | 7:24,22    | Finale B      |
| 6     | 1    | ROC        | Jekaterina Pitirimowa, Jekaterina Kurotschkina | 7:24,37    | Finale B      |

### Lauf 2
| Platz | Bahn | Nation             | Athletinnen                                 | Zeit (min) | Qualifikation |
| ----- | ---- | ------------------ | ------------------------------------------- | ---------- | ------------- |
| 1     | 3    | Niederlande        | Roos de Jong, Lisa Scheenaard               | 7:08,09    | Finale A      |
| 2     | 2    | Kanada             | Gabrielle Smith, Jessica Sevick             | 7:09,44    | Finale A      |
| 3     | 4    | Vereinigte Staaten | Kristina Wagner, Genevra Stone              | 7:11,14    | Finale A      |
| 4     | 1    | Frankreich         | Hélène Lefebvre, Élodie Ravera-Scaramozzino | 7:12,68    | Finale B      |
| 5     | 5    | Australien         | Amanda Bateman, Tara Rigney                 | 7:15,25    | Finale B      |
| 6     | 6    | Deutschland        | Annekatrin Thiele, Leonie Menzel            | 7:20,44    | Finale B      |

## Finale

### A-Finale
Mittwoch, 28. Juli 2021, 2:18 Uhr MESZ

Anmerkung: zur Ermittlung der Plätze 1 bis 6
| Platz | Bahn | Nation             | Athletinnen                                  | Zeit (min) |
| ----- | ---- | ------------------ | -------------------------------------------- | ---------- |
| 1     | 4    | Rumänien           | Nicoleta-Ancuța Bodnar, Simona Geanina Radiș | 6:41,03 OR |
| 2     | 5    | Neuseeland         | Brooke Donoghue, Hannah Osborne              | 6:44,82    |
| 3     | 3    | Niederlande        | Roos de Jong, Lisa Scheenaard                | 6:45,73    |
| 4     | 1    | Litauen            | Donata Karalienė, Milda Valčiukaitė          | 6:47,44    |
| 5     | 6    | Vereinigte Staaten | Kristina Wagner, Genevra Stone               | 6:52,98    |
| 6     | 2    | Kanada             | Gabrielle Smith, Jessica Sevick              | 6:53,19    |

### B-Finale
Mittwoch, 28. Juli 2021, 1:10 Uhr MESZ

Anmerkung: zur Ermittlung der Plätze 7 bis 12
| Platz | Bahn | Nation      | Athletinnen                                    | Zeit (min) |
| ----- | ---- | ----------- | ---------------------------------------------- | ---------- |
| 7     | 2    | Australien  | Amanda Bateman, Tara Rigney                    | 6:57,71    |
| 8     | 3    | Frankreich  | Hélène Lefebvre, Élodie Ravera-Scaramozzino    | 6:58,52    |
| 9     | 4    | Italien     | Alessandra Patelli, Chiara Ondoli              | 6:58,88    |
| 10    | 5    | Tschechien  | Kristýna Fleissnerová, Lenka Antošová          | 6:59,19    |
| 11    | 1    | Deutschland | Annekatrin Thiele, Leonie Menzel               | 7:01,21    |
| 12    | 6    | ROC         | Jekaterina Pitirimowa, Jekaterina Kurotschkina | 7:01,83    |

### Weiteres Klassement ohne Finals
| Platz | Nation | Athletinnen                 | Zeit (min) |
| ----- | ------ | --------------------------- | ---------- |
| 13    | China  | Shen Shuangmei, Liu Xiaoxin | –          |